# Nachal Tamra
Nachal Tamra (hebrejsky: נחל תמרה) je vádí v Dolní Galileji, v severním Izraeli.
Začíná v nadmořské výšce okolo 200 metrů na západním úbočí hory Har Kavul, přímo ve městě Tamra. Směřuje potom mírně se zahlubujícím údolím skrz město k západu. Za ním vchází do pobřežní nížiny, respektive Zebulunského údolí. Zde vede zcela rovinatou a zemědělsky využívanou krajinou k severu a zhruba 2 kilometry jižně od vesnice Jas'ur ústí zleva do toku Nachal Kavul.